# Pantalla LED en vivo
La producción virtual con pantalla LED es un tipo de VP (virtual production) de última generación que consiste en el uso de la salida de imágenes de motores en tiempo real (game-engines) a una pared LED en vivo, que se combina y se sincroniza con el movimiento de cámara, produciéndose así las imágenes finales completamente desde la cámara de rodaje [1]. La pantalla LED proyecta imágenes en vivo detrás del actor y la iluminación se regula acorde a estas, dándose una buena apariencia de verosimilitud, 

## Orígenes [1]

#### Retroproyección
El concepto de proyectar imágenes en vivo detrás de los actores para capturar los efectos visuales en cámara no es algo nuevo. Los efectos de retroproyección a través de proyectores de películas datan en la década de 1930 y se usaban regularmente para tomas de conducción de vehículos [1].
El inconveniente era que la perspectiva fija del metraje proyectado y la de la cámara de acción en vivo producía una discontinuidad visual (Paral·laxi: cambio de movimiento de diferentes términos). La introvisión fue una actualización notable de la retroproyección que permitió más movimiento de la cámara y una mayor interacción entre el primer plano y el fondo, aunque todavía no resolvía el problema del paralaje porque el metraje que se proyectaba todavía estaba bloqueado en un ángulo específico. Algunas películas notables a lo largo de los años que utilizaron proyector de películas proyección delantera o trasera incluyen El mago de Oz, North by Northwest, 2001: A Space Odyssey, The Fugitive y Terminator 2: Judgment Day.

#### Proyección de metraje prerrenderizado
Un precursor de la proyección LED en vivo a través de motores en tiempo real es la proyección de metraje prerrenderizado o de acción en vivo. Esta técnica consigue un alto nivel de calidad de imagen e inmersión, con la única excepción de que la perspectiva sigue siendo fija y no cambia en relación con el movimiento de la cámara. Por lo tanto, sigue limitando términos de diseño de disparo y bloqueo, y generalmente se adapta mejor a objetos que son a cierta distancia de la acción en primer plano para ayudar a minimizar la falta de paralaje. Algunos proyectos recientes que han aprovechado la proyección pre-renderizada para los efectos en la cámara incluyen Oblivion, Murder on the Orient Express, Solo: A Star Wars story y First Man.

## Características [1]

#### Instalación
El montaje de una pantalla LED para producción virtual puede incluir el encaje de paneles LED de 27” en una plataforma de soporte, conectarlos entre sí y luego de nuevo a un escalador de video. A veces, una sola pared LED plana no es suficiente para cubrir la acción que se desea grabar, por lo que se puede crear una amalgama de múltiples paneles LED en diferentes ángulos y curvaturas. En su mayoría tiene forma de semicírculo, y delante se coloca el objeto de grabación y las cámaras de rodaje.

#### Set de grabación y equipo
A diferencia del Chorma key (pantalla verde), no hay incertidumbre para el equipo de producción. Todos pueden ver exactamente lo que hay en la toma a medida que se desarrolla en tiempo real, además de no tener que lidiar con el agotamiento visual que supone el color verde. El movimiento físico del set de grabación, actores, equipo, etc, queda sustistuido por la rotación del escenario de fondo de la pantalla, optimizando el tiempo de forma extraordinaria: algo que podría tomar horas se lleva a cabo en unos instantes.

#### Iluminación
Hay una mayor precisión en el realismo de la iluminación en un plazo de tiempo mucho más reducido. Conectando al motor en tiempo real controles de iluminación en red/DMX (sistema de iluminación que permite controlar el color i la intensidad conectando las luces a un controlador [2]), la luz de la película puede combinarse con los efectos en pantalla, sincronizándose de forma automática y de infinita repetición.
De nuevo en comparación con Chroma key, todos los reflejos de la pantalla LED son naturales y la iluminación realza el realismo de las imágenes. No se tiene que luchar para evitar la contaminación del color de la pantalla verde que se derrama sobre el sujeto y los reflejos no deseados que produce.

#### Cámara: movimiento y encuadre
Las imágenes en vivo de la pantalla LED cambian de perspectiva, lo que permite crear un paralelaje perfectamente sincronizado con la cámara. Como resultado, las imágenes son tan creíbles que es difícil saber dónde termina la acción en vivo y la pantalla toma el control. En consecuencia, el operador de cámara tiene total libertad en el encuadre del objeto de grabación, puede alternar entre ángulos, conjuntos y ubicaciones, porque la perspectiva de la relación fondo-figura se adaptará siempre al movimiento que haga.

#### Edición o montaje
El trabajo del editor cambia en relación con su anterior modo de montaje: en lugar de recibir imágenes con actores frente a una pantalla verde, se habrán completado las tomas antes de la fase de edición y postproducción. Y debido a que las paredes LED eliminan el coste por fotograma de los efectos visuales postproducidos, podrá trabajar con tomas intensivas en efectos así como lo haría con metraje sin efectos.

#### Actores
Los actores pueden reaccionar a las imágenes en vivo del resultado final esperado, en lugar de interactuar con marcas de representación de una imagen preconcebida. Sabrán lo que están mirando y podrán modular su actuaciones para igualar la acción en lugar de sufrir la fatiga de la pantalla verde y desorientación.

## Posibles inconvenientes [1]

#### Efecto moiré [3]
La led LED debe garantizar un tamaño de píxel suficiente para evitar un posible efecto moiré. Estos pueden volverse más pronunciados cuanto más se acerca la cámara a la pantalla y cuanto más nítido es el enfoque en la pantalla, creando líneas que rompen la nitidez. El moiré es fácil de detectar en el monitor durante las pruebas de la cámara, por lo que es fácil ver si existe algún problema con la nitidez de los paneles LED elegidos.

#### Hotspot
La contaminación lumínica de las luces de la película en la pantalla LED presenta otro posible desafío. Como la pared LED es una fuente de emisión de luz, una clave de luz fuerte o destello que golpee la pantalla puede crear un hotspot. Debe mantenerse una distancia cómoda entre el equipo de iluminación y pantalla LED para mitigar este problema.